# Chloe Kim
Chloe Kim (Long Beach, 23 de abril de 2000) es una deportista estadounidense que compite en snowboard, especialista en la prueba de halfpipe.
Participó en dos Juegos Olímpicos de Invierno, obteniendo dos medallas de oro, en Pyeongchang 2018 y Pekín 2022, ambas en la prueba de halfpipe.
Ganó tres medallas de oro en el Campeonato Mundial de Snowboard entre los años 2019 y 2025. Además, consiguió diez medallas en los X Games.

## Trayectoria
Se crio en la localidad californiana de Torrance. Sus padres son originarios de Corea del Sur.
Ganó la medalla de oro en la prueba de halfpipe de los Juegos Olímpicos de Pyeongchang 2018, con una marca de 98,25 puntos, superando a la china Liu Jiayu y a su compañera de equipo Arielle Gold. Cuatro años después, en Pekín 2022, volvió a ganar el oro olímpico en halfpipe, con 94,00 puntos, superando a la española Queralt Castellet y la japonesa Sena Tomita.
En los X Games de Invierno consiguió diez medallas en la prueba de superpipe, ocho de ellas de oro (en las ediciones de 2015, 2016, 2016, 2018, 2019, 2021, 2024 y 2025).
En 2019 y 2020 recibió el Premio Laureus al «Mejor deportista de acción del año».
En 2020 apareció en el concurso de televisión The Masked Singer, bajo la máscara de una medusa.

## Medallero internacional
| Juegos Olímpicos   | Juegos Olímpicos            | Juegos Olímpicos | Juegos Olímpicos |
| Año                | Lugar                       | Medalla          | Prueba           |
| ------------------ | --------------------------- | ---------------- | ---------------- |
| 2018               | Pyeongchang (Corea del Sur) | Medalla de oro   | Halfpipe         |
| 2022               | Pekín (China)               | Medalla de oro   | Halfpipe         |
| Campeonato Mundial |                             |                  |                  |
| Año                | Lugar                       | Medalla          | Prueba           |
| 2019               | Park City (Estados Unidos)  | Medalla de oro   | Halfpipe         |
| 2021               | Aspen (Estados Unidos)      | Medalla de oro   | Halfpipe         |
| 2025               | Engadina (Suiza)            | Medalla de oro   | Halfpipe         |

| X Games de Invierno | X Games de Invierno    | X Games de Invierno | X Games de Invierno |
| Año                 | Lugar                  | Medalla             | Prueba              |
| ------------------- | ---------------------- | ------------------- | ------------------- |
| 2014                | Aspen (Estados Unidos) | Medalla de plata    | Superpipe           |
| 2015                | Aspen (Estados Unidos) | Medalla de oro      | Superpipe           |
| 2016                | Aspen (Estados Unidos) | Medalla de oro      | Superpipe           |
| 2016                | Oslo (Noruega)         | Medalla de oro      | Superpipe           |
| 2017                | Aspen (Estados Unidos) | Medalla de bronce   | Superpipe           |
| 2018                | Aspen (Estados Unidos) | Medalla de oro      | Superpipe           |
| 2019                | Aspen (Estados Unidos) | Medalla de oro      | Superpipe           |
| 2021                | Aspen (Estados Unidos) | Medalla de oro      | Superpipe           |
| 2024                | Aspen (Estados Unidos) | Medalla de oro      | Superpipe           |
| 2025                | Aspen (Estados Unidos) | Medalla de oro      | Superpipe           |